# Merton H. Miller
Merton Howard Miller (* 16. Mai 1923 in Boston, Massachusetts; † 3. Juni 2000 in Chicago) war US-amerikanischer Ökonom und erhielt zusammen mit Harry M. Markowitz und William F. Sharpe den Alfred-Nobel-Gedächtnispreis für Wirtschaftswissenschaften im Jahre 1990 für seine grundlegenden wissenschaftlichen Beiträge zur Theorie der Unternehmensfinanzen (Modigliani-Miller-Theorem mit Franco Modigliani 1958).
Miller arbeitete im Zweiten Weltkrieg im Schatzamt (Steuer-Forschung) der Vereinigten Staaten und studierte an der Johns Hopkins University mit der Promotion 1952. Danach war er Gastprofessor an der London School of Economics und danach am Carnegie Institute of Technology. Ab 1961 war er Professor in der Booth School of Business der University of Chicago. 1993 wurde er emeritiert.
Von 1983 bis 1985 war er Direktor des Chicago Board of Trade und von 1990 bis zu seinem Tod 2000 des Chicago Mercantile Exchange.
1989 wurde Miller in die American Academy of Arts and Sciences gewählt. Er erhielt 1990 die Ehrendoktorwürde der Universität Karlsruhe.

## Schriften
- mit Franco Modigliani: The Cost of Capital, Corporation Finance and the Theory of Investment,  American Economic Review, Band 48, 1958, S. 261–297
- mit Franco Modigliani: Corporate income taxes and the cost of capital: a correction, American Economic Review, Band 53, 1963, S. 433–443
- Merton Miller on Derivatives, Wiley 1991
- Financial Innovations and Market Volatility, Blackwell Publ. 1991
- mit Charles W. Upton: Macroeconomics: A Neoclassical Introduction, Chicago: University of Chicago Press 1986
- mit Reuben A. Kessel, R. H. Coase: Essays in Applied Price Theory. Chicago: University of Chicago Press 1980
- mit Eugene F. Fama: The Theory of Finance. New York: Holt, Rinehart & Winston 1972